# Nicolas Pallois
Nicolas Pallois (Elbeuf, 19 settembre 1987) è un calciatore francese, difensore dello Stade Reims.

## Carriera

### Club
Ha iniziato la sua carriera tra le file del Caen ma non ha giocato nessuna partita. Successivamente è stato acquistato dal Quevilly-Rouen con cui tra il 2008 e il 2010 ha giocato circa 65 partite e segnato 3 gol, per poi essere acquistato dal Valenciennes ed esordire in Ligue 1, giocando 11 partite.
Dopo una parentesi in prestito al Laval, ha trascorso due stagioni nelle file del Niort.
Il 17 giugno 2014 è stato acquistato dal Bordeaux, con cui ha militato per tre stagioni, disputando 82 partite e segnando 3 gol; nell'estate del 2017 è stato acquistato dal Nantes per 2 milioni di euro.
Il 12 maggio 2024 gioca quella che inizialmente sarebbe dovuta essere la sua ultima gara con la maglia del Nantes alla Beaujoire - e in generale - in occasione della sconfitta per 1-2 contro il Lilla. Tuttavia, appena undici giorni dopo viene annunciata la sua volontà di rinnovare per un ulteriore anno il contratto con la maglia dei canarini.
Disputa dunque la sua ultima stagione con i canarini, al termine della quale annuncia ufficialmente la sua partenza dopo aver totalizzato 242 presenze e aver marcato sei reti.
Ormai svincolato, il 27 giugno 2025 viene annunciato quale nuovo acquisto dello Stade Reims.

## Statistiche

### Presenze e reti nei club
Statistiche aggiornate al 17 maggio 2025.
| Stagione              | Squadra               | Campionato            | Campionato | Campionato | Coppe nazionali | Coppe nazionali | Coppe nazionali | Coppe continentali | Coppe continentali | Coppe continentali | Altre coppe | Altre coppe | Altre coppe | Totale | Totale |
| Stagione              | Squadra               | Comp                  | Pres       | Reti       | Comp            | Pres            | Reti            | Comp               | Pres               | Reti               | Comp        | Pres        | Reti        | Pres   | Reti   |
| --------------------- | --------------------- | --------------------- | ---------- | ---------- | --------------- | --------------- | --------------- | ------------------ | ------------------ | ------------------ | ----------- | ----------- | ----------- | ------ | ------ |
| 2005-2006             | Caen 2                | CFA2                  | 27         | 1          |                 | -               | -               |                    | -                  | -                  |             | -           | -           | 27     | 1      |
| 2006-2007             | Quevilly-Rouen        | CFA                   | 10+        | 0          | CF              | -               | -               |                    | -                  | -                  |             | -           | -           | 10+    | 0+     |
| 2007-2008             | Quevilly-Rouen        | CFA                   | 1+         | 0+         | CF              | 1               | 0               |                    | -                  | -                  |             | -           | -           | 2+     | 0      |
| 2008-2009             | Quevilly-Rouen        | CFA                   | 28         | 1          | CF              | -               | -               |                    | -                  | -                  |             | -           | -           | 28     | 1      |
| 2009-2010             | Quevilly-Rouen        | CFA                   | 26         | 2          | CF              | 6               | 0               |                    | -                  | -                  |             | -           | -           | 32     | 2      |
| Totale Quevilly-Rouen | Totale Quevilly-Rouen | Totale Quevilly-Rouen | 65+        | 3+         |                 | 7               | 0               |                    | 0                  | 0                  |             | 0           | 0           | 72+    | 3+     |
| 2010-2011             | Valenciennes          | L1                    | 11         | 0          | CF+CdL          | 1+2             | 0               |                    | -                  | -                  |             | -           | -           | 14     | 0      |
| 2011-2012             | Laval                 | L2                    | 21         | 3          | CF+CdL          | 1+1             | 0               |                    | -                  | -                  |             | -           | -           | 23     | 3      |
| 2012-2013             | Niort                 | L2                    | 35         | 1          | CF+CdL          | 2+2             | 0               |                    | -                  | -                  |             | -           | -           | 39     | 1      |
| 2013-2014             | Niort                 | L2                    | 36         | 3          | CF+CdL          | 4+1             | 0               |                    | -                  | -                  |             | -           | -           | 41     | 3      |
| Totale Niort          | Totale Niort          | Totale Niort          | 71         | 4          |                 | 9               | 0               |                    | 0                  | 0                  |             | 0           | 0           | 80     | 0      |
| 2014-2015             | Bordeaux              | L1                    | 34         | 0          | CF+CdL          | 1+2             | 0+1             |                    | -                  | -                  |             | -           | -           | 37     | 1      |
| 2015-2016             | Bordeaux              | L1                    | 17         | 1          | CF+CdL          | 0               | 0               | UEL                | 8                  | 0                  |             | -           | -           | 25     | 1      |
| 2016-2017             | Bordeaux              | L1                    | 31         | 2          | CF+CdL          | 4+4             | 0               |                    | -                  | -                  |             | -           | -           | 39     | 1      |
| Totale Bordeaux       | Totale Bordeaux       | Totale Bordeaux       | 82         | 3          |                 | 11              | 1               |                    | 8                  | 0                  |             | 0           | 0           | 101    | 4      |
| 2017-2018             | Nantes                | L1                    | 28         | 0          | CF+CdL          | 2+1             | -               |                    | -                  | -                  | -           | -           | -           | 31     | 0      |
| 2018-2019             | Nantes                | L1                    | 24         | 2          | CF+CdL          | 5+2             | 0               |                    | -                  | -                  | -           | -           | -           | 31     | 2      |
| 2019-2020             | Nantes                | L1                    | 21         | 0          | CF+CdL          | 0+1             | 0               |                    | -                  | -                  | -           | -           | -           | 22     | 0      |
| 2020-2021             | Nantes                | L1                    | 32+2       | 2+0        | CF              | 1               | 0               |                    | -                  | -                  | -           | -           | -           | 35     | 2      |
| 2021-2022             | Nantes                | L1                    | 30         | 1          | CF              | 6               | 0               |                    | -                  | -                  | -           | -           | -           | 36     | 1      |
| 2022-2023             | Nantes                | L1                    | 26         | 1          | CF              | 3               | 0               | UEL                | 7                  | 0                  | SF          | 1           | 0           | 37     | 1      |
| 2023-2024             | Nantes                | L1                    | 23         | 0          | CF              | 1               | 0               | -                  | -                  | -                  | -           | -           | -           | 24     | 0      |
| 2024-2025             | Nantes                | L1                    | 26         | 0          | CF              | 1               | 0               |                    | -                  | -                  |             | -           | -           | 27     | 0      |
| Totale Nantes         | Totale Nantes         | Totale Nantes         | 212        | 6          |                 | 23              | 0               |                    | 7                  | 0                  |             | 1           | 0           | 242    | 6      |
| 2025-2026             | Stade Reims           | L1                    | 0          | 0          | CF              | 0               | 0               | -                  | -                  | -                  | -           | -           | -           | 0      | 0      |
| Totale carriera       | Totale carriera       | Totale carriera       | 467+       | 20         |                 | 55              | 0               |                    | 15                 | 0                  |             | 1           | 0           | 539+   | 20     |

## Palmarès

### Competizioni nazionali
- Coppa di Francia: 1

Nantes: 2021-2022